# Coupe de France 1992
Die Coupe de France 1992 war die 1. Austragung der Coupe de France, einer Serie von französischen Eintagesrennen. Die Fahrerwertung gewann der Franzose Jean-Cyril Robin vom französischen Team Castorama, das auch die Teamwertung gewann.

## Rennen
| Datum         | Rennen                             | Sieger              |
| ------------- | ---------------------------------- | ------------------- |
| 22. Februar   | Tour du Haut-Var                   | Gérard Rué          |
| 22. März      | Grand Prix Cholet-Pays de la Loire | Laurent Desbiens    |
| 5. April      | Grand Prix de Rennes               | Jean-Cyril Robin    |
| 9. April      | Grand Prix de Denain               | Edwig van Hooydonck |
| 21. April     | Paris–Camembert                    | Patrice Esnault     |
| 26. April     | Tour de Vendée                     | Bruno Cornillet     |
| 3. Mai        | Trophée des Grimpeurs              | Marc Madiot         |
| 23. Mai       | Classique des Alpes                | Gilles Delion       |
| 30. Mai       | A Travers le Morbihan              | Peter De Clercq     |
| 30. August    | Grand Prix Ouest France            | Ronan Pensec        |
| 13. September | Grand Prix de Fourmies             | Olaf Ludwig         |
| 20. September | Grand Prix d’Isbergues             | Phil Anderson       |

## Fahrerwertung
| Position | Fahrer           | Team                         | Punkte |
| -------- | ---------------- | ---------------------------- | ------ |
| 1        | Jean-Cyril Robin | Castorama                    | 115    |
| 2        | Bruno Cornillet  | Z                            | 80     |
| 3        | Laurent Desbiens | Collstrop-Garden Wood-Histor | 78     |